# Аксеньковичи
Аксеньковичи — деревня в составе Запольского сельсовета Белыничского района Могилёвской области Республики Беларусь.

## Географическое положение
Ближайшие населённые пункты: Ксаверово, Дальний.